# John Cooper (Leichtathlet)
John Hugh Cooper (* 18. Dezember 1940 in Bromyard, Herefordshire; † 3. März 1974 bei Ermenonville) war ein britischer Hürdenläufer.
John Cooper war Mitglied der britischen 4-mal-400-Meter-Staffel, die bei den Olympischen Spielen 1964 in Tokio in einer Zeit von 3:01,6 min in der Besetzung Tim Graham, Adrian Metcalfe, Cooper und Robbie Brightwell die Silbermedaille gewann.
Coopers Spezialdisziplin war der 400-Meter-Hürdenlauf. Bei den Spielen 1964 belegte er in 50,1 s den zweiten Platz hinter dem Weltrekordler Rex Cawley (USA) und gewann damit seine zweite Silbermedaille. 
Bei den Olympischen Spielen 1968 in Mexiko-Stadt erreichte er über die lange Hürdenstrecke nur das Halbfinale und schied als Siebter mit 50,8 s aus. Das Finale gewann sein Landsmann und Nachfolger als bester britischer Langhürdler David Hemery.
John Cooper kam beim Absturz des Turkish-Airlines-Flugs 981 ums Leben.